# Rudolf Montecuccoli
Rudolf Graf Montecuccoli degli Erri (Módena, 22 de fevereiro de 1843 – Baden, 16 de maio de 1922) foi um oficial naval austro-húngaro de ascendência italiana que comandou a Marinha Austro-Húngara de 1904 a 1913, sendo o grande responsável pela modernização e expansão da frota nos anos que precederam o início da Primeira Guerra Mundial.

## Biografia
Montecuccoli nasceu em Módena, Ducado de Módena e Régio, membro de uma importante família nobre local. Entrou na Academia Naval de Trieste na Áustria-Hungria em 1859, participando de sua primeira ação naval em 1866 na Batalha de Lissa contra a Itália. Comandou uma esquadra de cruzadores que foi enviada para China em 1900 a fim de suprimir o Levante dos Boxers. Foi nomeado como o Vice-Comandante da Marinha Austro-Húngara em 1903, sucedendo ao posto principal no ano seguinte.
Ao assumir o comando da marinha, Montecuccoli ficou preocupado com a expansão naval italiana e, ao mesmo tempo, determinado a construir uma frota austro-húngara que poderia fazer frente a Itália. Ele trabalhou para atrair suporte político para seu plano, conseguindo adquirir o apoio da Liga Naval Austríaca, uma organização de lobby, e do arquiduque Francisco Fernando, o herdeiro do trono. Dessa forma, ele conseguiu quase dobrar o orçamento destinado à Marinha Austro-Húngara.
As notícias de que a Itália tinha começado a construção de seu primeiro dreadnought em 1909 fez Montecuccoli acelerar seus planos para uma expansão naval. Ele fez parcerias com empresas privadas para a construção de couraçados austro-húngaros quando o parlamento enfrentou problemas para aprovar um orçamento, realizando diversas manobras políticas que acabaram levando à construção dos quatro navios da Classe Tegetthoff. Ele se aposentou em 1913 em seu aniversário de setenta anos, sendo considerado o pai da Marinha Austro-Húngara moderna. Ele morreu em Baden em maio de 1922.